# Carlo Molari
Carlo Molari (Cesena, 25 luglio 1928 – Cesena, 19 febbraio 2022) è stato un presbitero, insegnante e saggista italiano.

## Biografia
Carlo Molari fu ordinato sacerdote nel 1952. 
Si laureò in teologia e in diritto alla Pontificia Università Lateranense, dove successivamente insegnò dal 1955 al 1968. Fu docente anche all'Università Gregoriana dal 1966 al 1976 e alla Pontificia Università Urbaniana dal 1962 al 1978. Nominato monsignore, Molari ricoprì l'incarico di aiutante di studio della Sezione dottrinale del Santo Uffizio dal 1961 al 1968. Dal 1972 al 1981 fu inoltre segretario dell'Associazione Teologica italiana. 
Nel 1974 il suo libro La fede e il suo linguaggio, ispirato a Teilhard de Chardin, fu giudicato non conforme alla dottrina cattolica dalla Congregazione per la dottrina della fede e nel 1977 gli venne chiesto di lasciare l'insegnamento. Pertanto Molari andò anticipatamente in pensione, cessando di insegnare nel 1978,  nondimeno continuò a scrivere libri e articoli, oltre a tenere incontri e conferenze. 
Dal 1967 al 2011 svolse attività pastorale all'Istituto San Leone Magno dei Fratelli maristi a Roma.

## Libri principali
- La fede e il suo linguaggio, Cittadella, 1972
- Darwinismo e teologia cattolica, Borla, 1984
- Per un progetto di vita, Borla, 1985
- con Luigi Sartori e Rinaldo Fabris (coautori), Credo la Chiesa, Borla, 1985
- Percorsi comunitari di fede, Borla, 2000
- Un passo al giorno. Riflessioni per iniziare il cammino quotidiano, Cittadella, 2007
- Credenti laicamente al mondo, Cittadella, 2007
- Per una spiritualità adulta, Cittadella, 2008
- Teologia del pluralismo religioso, Pazzini, 2013
- Vocazione cristiana oggi, Cittadella, 2014
- Triduo Pasquale. Meditazioni, Appunti di Viaggio, 2019
- Il cammino spirituale del cristiano. La sequela di Cristo nel nuovo orizzonte planetario, Gabrielli, 2020